# Рябченко, Дмитрий Александрович
Дми́трий Алекса́ндрович Ря́бченко (24 декабря 1985, Мозырь) — белорусский гребец-каноист, выступает за сборную Белоруссии с 2005 года. Пятикратный чемпион мира, шесть раз чемпион Европы, многократный победитель национальных и молодёжных регат. На соревнованиях представляет Гомельскую область, заслуженный мастер спорта Республики Беларусь.

## Биография
Дмитрий Рябченко родился 24 декабря 1985 года в городе Мозырь, Гомельская область, учился в средней общеобразовательной школе № 14. Активно заниматься греблей начал в возрасте четырнадцати лет, проходил подготовку в мозырской детско-юношеской спортивной школе «Жемчужина Полесья», тренировался у таких специалистов как В. А. Рыбак, Р. И. Минадаров, И. Н. Савенко, М. Н. Шарыпина. Также обучался в гомельской областной школе высшего спортивного мастерства, состоял в Федерации профсоюзов Беларуси и спортивном клубе Вооружённых сил. Первого серьёзного успеха добился в 2003 году на юниорском чемпионате мира в Японии, когда в составе белорусского четырёхместного экипажа завоевал золотую и серебряную медали на дистанциях 1000 и 500 метров соответственно.
На взрослом международном уровне Рябченко впервые заявил о себе в сезоне 2005 года, став серебряным призёром на чемпионате мира в хорватском Загребе, в программе каноэ-четвёрок на полукилометровой дистанции. Год спустя взял золото и серебро на чемпионате Европы в чешском Рачице, в четвёрках на двухстах и тысяче метрах, а позже добыл золото и серебро мирового первенства в венгерском Сегеде, в четвёрках на двухстах и пятистах метрах. Ещё через год добился серебряной и золотой наград на первенстве Европы в испанской Понтеведре, в заездах четырёхместных байдарок на 200 и 1000 метрах, кроме того, был третьим на чемпионате мира в немецком Дуйсбурге, в четвёрках на спринтерской двухсотметровой дистанции. В 2008 году получил бронзу и золото на первенстве континента в Милане. Чтобы попасть на летние Олимпийские игры в Пекин, пересел в одиночное каноэ и попробовал себя в этой олимпийской дисциплине, тем не менее, не смог выдержать конкуренцию со стороны более опытного Александра Жуковского. За выдающиеся спортивные достижения по итогам сезона удостоен почётного звания «Заслуженный мастер спорта Республики Беларусь».
В 2009 году Дмитрий Рябченко продолжил выступать на высочайшем уровне, в четвёрках завоевал бронзовую медаль на чемпионате Европы в немецком Бранденбурге, затем дважды стал чемпионом мирового первенства в канадском Дартмуте, опередив всех соперников на двухстах и тысяче метрах. В следующем сезоне на европейском чемпионате в испанской Трасоне выиграл сразу три медали: бронзовые в двойках на 200 и 500 м, серебряную в четвёрках на 1000 м. При этом на чемпионате мира в польской Познани защитил чемпионское звание в километровой гонке четвёрок. На чемпионате Европы 2011 года в сербском Белграде был вторым среди двухместных экипажей на полукилометровой дистанции и среди четырёхместных на километровой, а позже на чемпионате мира в Сегеде стал бронзовым и золотым призёром, в четвёрках на двухстах и тысяче метрах. Европейское первенство 2012 года провёл не менее успешно, добавил в послужной список золото и серебро соревнований в Загребе, заняв второе и первое места в заездах двоек на 200 м и четвёрок на 1000 м. В двойках пытался пройти отбор на Олимпийские игры в Лондон, однако здесь его опередили братья Александр и Андрей Богдановичи, действующие олимпийские чемпионы, ставшие на этой Олимпиаде в итоге серебряными призёрами.
После лондонской Олимпиады Рябченко остался в основном составе белорусской национальной сборной и продолжил принимать участие в крупнейших международных регатах. Так, в 2013 году он выиграл серебряную и золотую медали на чемпионате Европы в португальском городе Монтемор-у-Велью, в двойках на двухстах метрах и в четвёрках на тысяче соответственно. В тех же дисциплинах получил бронзу и серебро на чемпионате мира в Дуйсбурге. Сезон 2014 года тоже провёл удачно, пополнил медальную коллекцию золотом с европейского первенства в Бранденбурге и серебром с мирового первенства в Москве — обе медали выиграл в своей любимой дисциплине С-4 1000 м.
Имеет высшее образование, окончил Мозырский государственный педагогический университет имени И. П. Шамякина, где обучался на факультете физической культуры.